# Almazán
Almazán je gradić u španjolskoj pokrajni Soria (Kastilja i León). 

## Zemljopisni smještaj
Gradić se smjestio 32 km južno od glavnog grada provincije Soria i 192 km od Madrida. Stanovništvo se uglavnom bavi poljoprivredom. 

## Stanovništvo
Prema popisu stanovništva iz 2004. godine ima 5.755 stanovnika.

## Zanimljivosti
Almazán u prijevodu s arapskog znači "utvrđeno mjesto".